# Pennisetum thunbergii
Pennisetum thunbergii är en gräsart som beskrevs av Carl Sigismund Kunth. Pennisetum thunbergii ingår i släktet borstgräs, och familjen gräs. Inga underarter finns listade i Catalogue of Life.